# Elsaff
Elsaff war eine eigenständige Gemeinde im Landkreis Neuwied im nördlichen Rheinland-Pfalz, die unter diesem Namen von 1815 bis 1974 bestand. Im Zuge der in der Mitte der 1960er Jahre begonnenen rheinland-pfälzischen Verwaltungs- und Gebietsreform wurde die Gemeinde Elsaff zum 16. März 1974 aufgelöst und die zum damaligen Gemeindegebiet gehörenden Ortschaften auf die aus verschiedenen, ebenfalls aufgelösten Gemeinden neu gebildeten Ortsgemeinden Asbach und Buchholz (Westerwald) aufgeteilt.

## Ortsteile
Gegliedert nach der heutigen Zuordnung gehörten zur Gemeinde Elsaff die Ortschaften:
heute Ortsteile von Asbach
Bennau, Büsch, Drinhausen, Germscheid, Hofen, Köttingen, Limberg, Meierseifen, Pees, Rauenhahn, Rindhausen, Schluten und Walgenbach,
heute Ortsteile von Buchholz
Buchholz, Diepenseifen, Heck, Krummenast, Muß, Oberelles, Sauerwiese, Unterelles und Wahl.

## Geschichte
Die Elsaff ist ein urkundlich schon im Jahre 893 im Prümer Urbar beschriebenes Gebiet. Damals standen hier fünf Höfe (mansen).
Das Gebiet gehörte in der ersten Hälfte des 13. Jahrhunderts landesherrlich zur Grafschaft Sayn und kam 1250 zum Kurfürstentum Köln. Bis 1500 entstanden auf dem Gebiet der Honschaft Elsaff sechs Zehntbezirke (Reihenfolge der Entstehung): Der Krautscheid-Gilgenberger Zehnt, der Steinmel-Köttinger Zehnt, der Blomen- und Mitteldorfzent (später auch Blaumittelzehnt), der Große Rücken, die Große Bitz, das Leutzgen sowie der Büscher Zehnt.
Die Herrschaft Kurkölns in der Region endete 1803 mit dem Reichsdeputationshauptschluss. Das kurkölnische Gebiet in dieser Region wurde zunächst dem Fürstentum Wied-Runkel zugeordnet und kam 1806 aufgrund der Rheinbundakte zum Herzogtum Nassau. Die Honnschaft Elsaff unterstand anschließend der Verwaltung des nassauischen Amtes Altenwied. Nach den auf dem Wiener Kongress geschlossenen Verträgen wurde das Gebiet 1815 an das Königreich Preußen abgetreten.
Elsaff wurde eine Gemeinde im damals neu gebildeten Kreis Neuwied im Regierungsbezirk Koblenz und wurde von der Bürgermeisterei Asbach verwaltet. Nach einer Volkszählung aus dem Jahr 1885 hatte die Gemeinde Elsaff mit ihren Ortsteilen 1.002 Einwohner, die in 209 Wohngebäuden und in 26 Ortschaften und Wohnplätzen lebten. Das Kirchdorf Buchholz nahm hierbei eine zentrale Rolle ein.
Im Zuge der Mitte der 1960er Jahre eingeleiteten rheinland-pfälzischen Verwaltungs- und Gebietsreform wurde die Gemeinde Elsaff zum 16. März 1974 aufgelöst und in die neu gebildeten Ortsgemeinden Asbach und Buchholz (Westerwald) eingegliedert. Elsaff hatte zuletzt mit seinen Ortsteilen 1.522 Einwohner. Die Aufteilung der Ortschaften entsprach deren früheren Zugehörigkeit zu den Kirchspielen Asbach und Buchholz. Das in die Gemeinde Asbach eingegliederte ehemalige Gebiet der Gemeinde Elsaff entspricht der heutigen Gemarkung Elsaff-Asbach.

## Gemeindebürgermeister
Die Gemeindebürgermeister seit 1946:
- 1946–1951 Peter Stockhausen, Germscheid
- 1951–1960 Josef Stroh, Oberelles
- 1960–1974 Heinrich Rüddel, Germscheid